# Происшествие с Saab 2000 в Уналашке
Происшествие с Saab 2000 в Уналашке — авиационная катастрофа, произошедшая 17 октября 2019 года. Авиалайнер Saab 2000 авиакомпании PenAir, выполнявший плановый внутренний рейс AS3296 по маршруту Анкоридж—Уналашка, при посадке в пункте назначения выкатился за пределы взлётной полосы аэропорта Уналашки и скатился вниз по склону в небольшое озеро. Из находившихся на его борту 42 человек (39 пассажиров и 3 члена экипажа) 13 получили ранения различной степени тяжести; 1 из них позднее скончался в больнице.

## Самолёт
Saab 2000 (регистрационный номер N686PA, серийный 017) совершил свой первый полёт 9 апреля 1995 года под тестовым б/н SE-017. 12 июня 1995 года был передан авиакомпании Air Marshall Islands, в которой получил бортовой номер V7-9508; от неё с марта 1998 года по апрель 2000 года сдавался в лизинг авиакомпании Air Vanuatu. 11 апреля 2000 года был куплен авиакомпанией Regional Airlines (борт F-GJIG). 22 июня того же года перешёл в авиакомпанию Europe Air Charter (борт LX-DBR), однако продолжал эксплуатироваться под брендом Regional Airlines. 29 октября 2001 года был продан авиакомпании Air Jet и его бортовой номер сменился на F-GOAJ. 8 марта 2003 года самолёт временно прекратил выполнение полётов.
После этого поступил в авиакомпанию MacAir Airlines (борт VH-UYA, точная дата поступления самолёта неизвестна). 23 декабря 2004 года самолёт перешёл во владение компании-производителя («Saab»), которая 10 апреля 2005 года передала его в Joe Gibbs Racing; бортовой номер сменился на N519JG. 10 мая 2016 года был куплен авиакомпанией PenAir, в которой получил бортовой номер N686PA. Оснащён двумя турбовинтовыми двигателями Rolls-Royce AE2001A. Рассчитывался на перевозку 50 пассажиров в эконом-классе.
На день происшествия 24-летний авиалайнер совершил 9455 циклов «взлёт-посадка» и налетал 12 617 часов. После происшествия был признан не подлежащим восстановлению и был списан.

## Экипаж
Экипаж рейса AS3296 состоял из двух пилотов и одного бортпроводника.
- Командир воздушного судна (КВС) — 56-летний Пол Уэллс (англ. Paul Wells). Очень опытный пилот, в авиакомпании PenAir проработал 5 месяцев (с мая 2019 года). Управлял самолётом DHC-8-100. В должности командира Saab 2000 — с 25 июля 2019 года. Налетал 14 761 час (11 811 из них в должности КВС), 131 из них на Saab 2000[1].
- Второй пилот — 39-летний Джастин Ланн (англ. Justin Lunn). Малоопытный пилот, в авиакомпании PenAir также проработал 5 месяцев (с мая 2019 года). В должности второго пилота Saab 2000 — с 26 июля 2019 года. Налетал 1447 часов, 138 из них на Saab 2000[1].

## Хронология событий

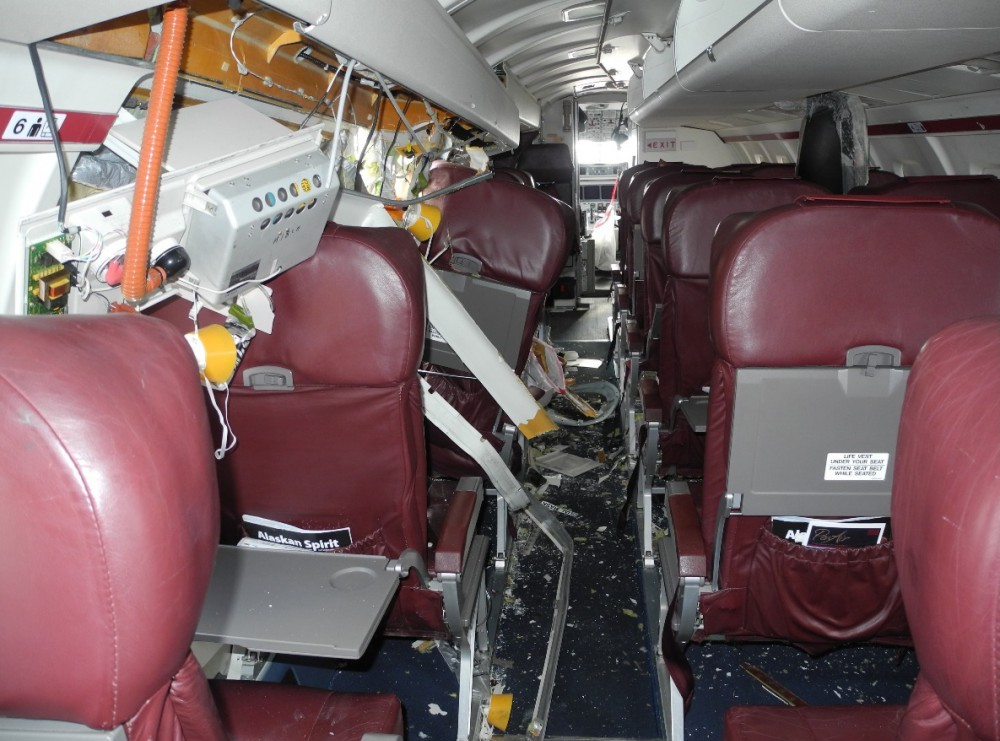
Повреждения пассажирского салона рейса 3296

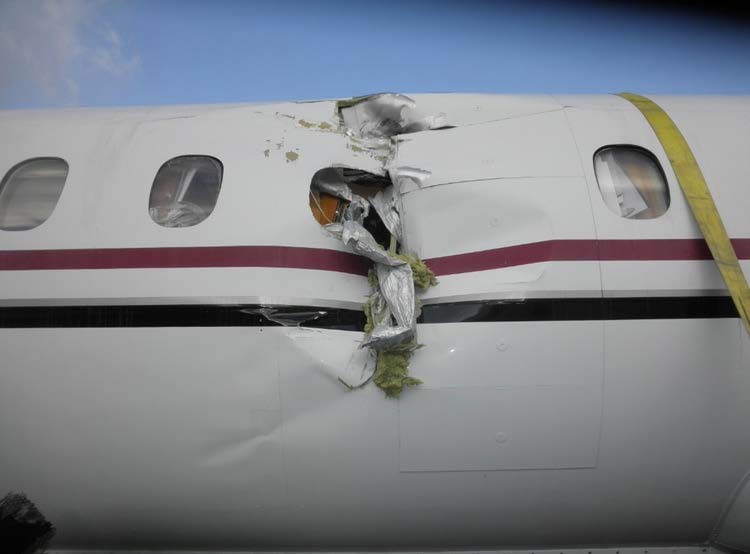
Повреждения фюзеляжа рейса 3296

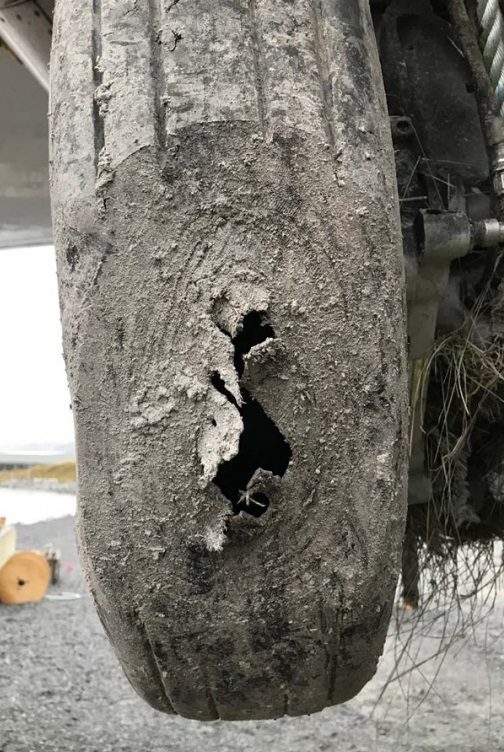
Повреждения шин шасси рейса 3296

Рейс AS3296 вылетел из Анкориджа в 15:15 AKDT (расчётное время полёта 2 часа 15 минут, расчётное время посадки в Уналашке — 17:30). Управление самолётом осуществлял КВС.
Во время подлёта к Уналашке пилоты получили разрешение на заход RNAV на ВПП №13 (длина 1372 метра).
При приближении к аэропорту Уналашки направление ветра сменилось с 210° (по другим данным — с 270°) до 180°, скорость ветра при этом сменилась с 4 м/сек (по другим данным — 5 м/сек) до 3,5 м/сек.
Из-за непосадочного положения самолёта экипаж выполнил уход на второй круг.
Во время повторного захода авиадиспетчер сообщил пилотам, что скорость ветра увеличилась до 12 м/сек, а направление изменилось на 300°.
В 17:40 рейс AS3296 приземлился на ВПП №13, касание произошло в 305 метрах от торца ВПП. Экипаж использовал реверс и тормоза для снижения скорости.
После достижения скорости 148 км/ч было применено максимальное торможение.
Когда пилоты поняли, что выкатывания за пределы ВПП избежать не удастся, они направили лайнер немного вправо, чтобы не скатиться в воду.
После выкатывания рейс AS3296 проехал через участок травы, пробил ограждение аэропорта, врезался в большой камень, затем пересёк проезжую часть и остановился на обрыве, ведущего к небольшому озеру (носовая стойка шасси при этом стояла внизу склона обрыва, прямо на берегу у самой воды). Также лайнер левым крылом задел сигнальный фонарь; это привело к тому, что винты двигателя №1 (левого) разрушились и их части попали в фюзеляж (впоследствии одна из оторвавшихся лопастей была найдена в пассажирском салоне).
3 пассажира получили тяжёлые травмы, ещё 10 обратились за медицинской помощью с травмами другой степени тяжести. 1 из тяжелораненых (38-летний Дэвид Олтман (англ. David Oltman)) на следующий день скончался в больнице.

## Расследование
Расследование причин происшествия с рейсом AS3296 проводил Национальный совет по безопасности на транспорте (NTSB).
Также в расследовании участвовали авиакомпания PenAir, компания «Saab», фирма «Rolls-Royce plc» и Федеральное управление гражданской авиации США (FAA).
Следователи изучили пострадавший самолёт, записи о его техническом обслуживании, следы шин шасси на ВПП, видеозаписи с камер видеонаблюдения (а также видео, снятые самими пассажирами рейса 3296), допросили экипаж.
Предварительной причиной происшествия были названы плохие погодные условия во время посадки самолёта, в том числе сдвиг ветра.
Окончательный отчёт расследования NTSB был опубликован 2 ноября 2021 года.

## Последствия происшествия
Авиакомпания Ravn Alaska (она владела PenAir и несколькими другими авиакомпаниями) временно прекратила все полёты лайнеров Saab 2000 в Уналашку.
Авиакомпания Alaska Airlines после происшествия расторгла соглашение о совместном выполнении авиарейсов с авиакомпанией Ravn Alaska. Это стало причиной серьёзных финансовых проблем в авиакомпании PenAir. Позже из-за пандемии COVID-19 Ravn Alaska заявила о начале процедуры своего банкротства. Авиакомпания PenAir также заявила о прекращении полётов.

## Культурные аспекты
Происшествие с рейсом 3296 показано в 24 сезоне канадского документального телесериала Расследования авиакатастроф в серии Катастрофа в Датч-Харбор.